# Brandon Starc
Brandon Starc (ur. 24 listopada 1993 w Baulkham Hills, w hrabstwie The Hills) – australijski lekkoatleta, skoczek wzwyż.
Jego starszy brat – Mitchell jest krykiecistą.

## Osiągnięcia
| Rok  | Impreza                                            | Miejsce        | Lokata            | Wynik |
| ---- | -------------------------------------------------- | -------------- | ----------------- | ----- |
| 2010 | Mistrzostwa Australii i Oceanii juniorów młodszych | Sydney         | 1. miejsce        | 2,06  |
| 2010 | Igrzyska olimpijskie młodzieży                     | Singapur       | 2. miejsce        | 2,19  |
| 2012 | Mistrzostwa świata juniorów                        | Barcelona      | 6. miejsce        | 2,17  |
| 2013 | Mistrzostwa świata                                 | Moskwa         | el. – 25. miejsce | 2,17  |
| 2014 | Igrzyska Wspólnoty Narodów                         | Glasgow        | 8. miejsce        | 2,21  |
| 2015 | Mistrzostwa świata                                 | Pekin          | 12. miejsce       | 2,25  |
| 2016 | Igrzyska olimpijskie                               | Rio de Janeiro | 15. miejsce       | 2,20  |
| 2018 | Igrzyska Wspólnoty Narodów                         | Gold Coast     | 1. miejsce        | 2,32  |
| 2018 | Puchar interkontynentalny                          | Ostrawa        | 2. miejsce        | 2,30  |
| 2019 | Mistrzostwa świata                                 | Doha           | 6. miejsce        | 2,30  |
| 2021 | Igrzyska olimpijskie                               | Tokio          | 5. miejsce        | 2,35  |
| 2022 | Igrzyska Wspólnoty Narodów                         | Birmingham     | 2. miejsce        | 2,25  |
| 2023 | Mistrzostwa świata                                 | Budapeszt      | 8. miejsce        | 2,25  |
| 2024 | Igrzyska olimpijskie                               | Paryż          | el. – 13. miejsce | 2,24  |

Złoty (2013, 2015, 2018, 2021), srebrny (2014) i brązowy (2011) medalista mistrzostw kraju.

## Rekordy życiowe
- skok wzwyż (stadion) – 2,36 (2018)
- skok wzwyż (hala) – 2,27 (2023)